# 棘突靴尾蚤
棘突靴尾蚤（学名：Dunhevedia crassa）为盘肠蚤科靴尾蚤属的动物。分布于日本、英国、德国、捷克、斯洛伐克、俄罗斯、美国以及中国大陆的广东、广西、福建、浙江、江苏、江西、湖南、湖北、河北、云南、陕西、山西、甘肃、西藏、新疆等地，属于广温性种类。其常见于湖泊沿岸和池塘的水草丛中。